# Europeiska växelkursmekanismen
|  | Medlemsstater vars valuta är ansluten till växelkursmekanismen |

|  | Medlemsstater vars valuta var ansluten till ERM I innan införandet av euron |

|  | Medlemsstater vars valuta var ansluten till ERM II innan införandet av euron |

Europeiska växelkursmekanismen (engelska: European Exchange Rate Mechanism, ERM) är ett system inom Europeiska unionen som tillåter medlemsstater med egna nationella valutor att binda dessa till euron.
Normalt används ett fluktuationsband på ±15 procent runt centralkursen. Om växelkursen överskrider fluktuationsbandets gränser aktiveras interventioner automatiskt och i obegränsad utsträckning i form av mycket kortfristiga krediter av Europeiska centralbanken och de nationella centralbankerna utanför euroområdet.
Deltagande i växelkursmekanismen under minst två år utan större påfrestningar är en av konvergenskriterierna för att få införa euron som valuta och växelkursmekanismen kallas därför ibland för ”eurosamarbetets väntrum”. Deltagande i växelkursmekanismen är frivilligt och utgör således ett sätt för en medlemsstat att undvika att uppfylla konvergenskriterierna och därigenom också att undvika införandet av euron som valuta. Till exempel har Sverige på detta sätt kunnat hålla sig utanför eurosamarbetet, trots att övriga konvergenskriterier har uppfyllts.
Under 2018 etablerades en ny praxis som innebär att en medlemsstat med egen nationell valuta endast kan ansluta sin valuta till växelkursmekanismen om medlemsstaten också ansluter sig till bankunionen. Sedan den 1 januari 2023 är endast två valutor bundna till euron genom växelkursmekanismen: bulgariska leven och danska kronan.

## Historia
Den första etappen av Europeiska växelkursmekanismen inleddes den 13 mars 1979 och varade fram till införandet av euron den 1 januari 1999. I samband med införandet av euron inleddes den andra etappen av växelkursmekanismen.

### Första etappen (ERM I)
Den första etappen av växelkursmekanismen (ERM I) påbörjades den 13 mars 1979 som en del av Europeiska monetära systemet. Dess syfte var att minska växelkursfluktuationerna och att öka den monetära stabiliteten i Europa för att förbereda införandet av en gemensam valuta. Från början var valutorna i Belgien, Danmark, Frankrike, Irland, Italien, Luxemburg, Nederländerna och Tyskland anslutna till växelkursmekanismen. Storbritannien var den enda medlemsstaten i dåvarande Europeiska ekonomiska gemenskapen som inte valde att knyta sin valuta till den europeiska valutaenheten, vilket innebar att den låsta växelkursen mellan det brittiska pundet och det irländska pundet var tvungen att upphävas. Alla valutor, utom den italienska liran, omfattades av ett fluktuationsband på ±2,25 procent. På grund av en tvåsiffrig inflation tilläts den italienska valutan istället att fluktuera inom ett fluktuationsband på ±6 procent.
Mellan 1979 och 1987 genomfördes devalveringar och revalveringar vid elva tillfällen för att justera centralkurserna. Till exempel devalverades den italienska liran fem gånger, medan den tyska marken revalverades sju gånger. Spanien, Storbritannien och Portugal anslöt sina valutor till växelkursmekanismen den 19 juni 1989, den 8 oktober 1990 respektive den 6 april 1992 med ett fluktuationsband på ±6 procent. Grekland var därmed den enda medlemsstaten i dåvarande Europeiska ekonomiska gemenskapen som inte hade anslutit sin valuta. Mellan 1987 och 1992 genomfördes inga devalveringar eller revalveringar.
I september 1992 skakades växelkursmekanismen av sin största kris. På grund av ett stort tryck från valutaspekulanter, däribland George Soros, tvingades Italien och Storbritannien den 16–17 september 1992 att dra sig ur växelkursmekanismen och istället övergå till flytande växelkurs. Även den franska francen utsattes för stor press och den 2 augusti 1993 ändrades fluktuationsbanden från ±2,25 procent till ±15 procent för att dämpa pressen på de anslutna valutorna. Endast valutorna i Danmark, Nederländerna och Tyskland behöll det tidigare fluktuationsbandet på ±2,25 procent. Österrike och Finland anslöt sina valutor den 9 januari 1995 respektive den 14 oktober 1996 efter att ha blivit medlemmar i Europeiska unionen den 1 januari 1995. Den 25 november 1996 återanslöts Italiens valuta. Den 14 mars 1998 anslöt även Grekland sin valuta till växelkursmekanismen.
Den 1 januari 1999 införde samtliga medlemsstater inom Europeiska unionen som hade sin valuta ansluten till växelkursmekanismen, utom Danmark och Grekland, euron som valuta. I samband med detta inleddes den andra etappen av växelkursmekanismen, som reformerades till följd av införandet av den gemensamma valutan.

### Andra etappen (ERM II)
Den andra etappen av växelkursmekanismen (ERM II) baserar sig på en resolution som antogs av Europeiska rådet den 16 juni 1997. De operativa förfarandena för växelkursmekanismen fastställdes den 1 september 1998 genom ett centralbanksavtal mellan Europeiska centralbanken och de nationella centralbankerna i de fyra medlemsstater som stod utanför eurosamarbetet vid dess bildande: Danmark, Grekland, Storbritannien och Sverige. Av dessa var endast valutorna i Danmark och Grekland anslutna till växelkursmekanismen, varav Grekland införde euron som valuta den 1 januari 2001 och lämnade därmed Danmark ensamt kvar i växelkursmekanismen.
Den 1 maj 2004 utvidgades centralbanksavtalet till att omfatta unionens tio nya medlemsstater Cypern, Estland, Lettland, Litauen, Malta, Polen, Slovakien, Slovenien Tjeckien och Ungern. Växelkursmekanismen utvidgades till att omfatta valutorna i Estland, Litauen och Slovenien den 28 juni 2004, valutorna i Cypern, Lettland och Malta den 2 maj 2005 och valutan i Slovakien den 28 november 2005. Den 16 mars 2006 slöts ett nytt centralbanksavtal mellan Europeiska centralbanken och de nationella centralbankerna i medlemsstaterna utanför euroområdet. I samband med deras respektive anslutningar till unionen tillkom Bulgarien och Rumänien den 1 januari 2007 och Kroatien den 1 juli 2013 som avtalsparter. Samtidigt har Cypern, Estland, Kroatien, Lettland, Litauen, Malta, Slovakien och Slovenien infört euron som valuta och därmed har deras tidigare nationella valutor lämnat växelkursmekanismen.
Under 2018 meddelade den bulgariska regeringen sin intention att ansluta den bulgariska valutan till växelkursmekanismen. Europeiska unionens råd beslutade i samband med det att etablera en ny praxis som innebär att varje medlemsstat som vill koppla sin valuta till växelkursmekanismen även måste ansluta sig till bankunionen. Under 2019 meddelade även den kroatiska regeringen sin intention att ansluta sin valuta. För att bli en del av bankunionen, och därmed också få möjlighet att ansluta sig till växelkursmekanismen, var Bulgarien och Kroatien först tvungna att uppfylla villkoren för att ingå ett så kallat nära samarbete med Europeiska centralbanken. Villkoren för detta uppfylldes i juni 2020. Detta banade vägen för anslutningen av Bulgariens och Kroatiens valutor till växelkursmekanismen den 10 juli 2020.

## Syfte och funktion
Europeiska växelkursmekanismen baserar sig på ett system där de nationella valutorna binds till euron med en centralkurs kring vilken valutan tillåts fluktuera med upp till ±15 procent. På begäran av en medlemsstat utanför euroområdet kan fluktuationsbandet göras ännu mindre. Om växelkursen överskrider fluktuationsbandets gränser aktiveras interventioner automatiskt och i obegränsad utsträckning i form av mycket kortfristiga krediter av Europeiska centralbanken och de nationella centralbankerna utanför euroområdet. Europeiska centralbanken och de nationella centralbankerna kan dock avbryta interventionerna om dessa anses bryta mot målet om att upprätthålla prisstabilitet.
Deltagande i växelkursmekanismen under minst två år utan större påfrestningar är ett av konvergenskriterierna. Under denna period får inte centralkursen devalveras på begäran av medlemsstaten själv. Däremot kan en medlemsstat begära att centralkursen revalveras, vilket gjordes av Grekland den 17 januari 2000 och Slovakien den 17 mars 2007 och den 28 maj 2008.

## Centralkurser
| Medlemsstat | Nationell valuta | Kod | Ansluten från                    | Ansluten till                    | Centralkurs             | Fluktuationsband | Fluktuationsband | Ersatt av euron |
| Medlemsstat | Nationell valuta | Kod | Ansluten från                    | Ansluten till                    | Centralkurs             | Officiellt       | Unilateralt      | Ersatt av euron |
| ----------- | ---------------- | --- | -------------------------------- | -------------------------------- | ----------------------- | ---------------- | ---------------- | --------------- |
| Bulgarien   | Bulgarisk lev    | BGN | 2020-07-10                       |                                  | 1,95583                 | 15 %             | 0 %              |                 |
| Cypern      | Cypriotiskt pund | CYP | 2005-05-02                       | 2007-12-31                       | 0,585274                | 15 %             | –                | 2008-01-01      |
| Danmark     | Dansk krona      | DKK | 1979-03-13                       |                                  | 7,46038                 | 2,25 %           | –                |                 |
| Estland     | Estnisk krona    | EEK | 2004-06-28                       | 2010-12-31                       | 15,6466                 | 15 %             | 0 %              | 2011-01-01      |
| Grekland    | Grekisk drachme  | GRD | 1998-03-15 2000-01-17            | 2000-01-16 2000-12-31            | 353,109 340,750         | 15 % 15 %        | –                | – 2001-01-01    |
| Kroatien    | Kroatisk kuna    | HRK | 2020-07-10                       | 2022-12-31                       | 7,53450                 | 15 %             | –                | 2023-01-01      |
| Lettland    | Lettisk lats     | LVL | 2005-05-02                       | 2013-12-31                       | 0,702804                | 15 %             | 1 %              | 2014-01-01      |
| Litauen     | Litauisk litas   | LTL | 2004-06-28                       | 2014-12-31                       | 3,45280                 | 15 %             | 0 %              | 2015-01-01      |
| Malta       | Maltesisk lira   | MTL | 2005-05-02                       | 2007-12-31                       | 0,429300                | 15 %             | 0 %              | 2008-01-01      |
| Slovakien   | Slovakisk krona  | SKK | 2005-11-28 2007-03-17 2008-05-28 | 2007-03-16 2008-05-27 2008-12-31 | 38,4550 35,4424 30,1260 | 15 % 15 % 15 %   | –                | – 2009-01-01    |
| Slovenien   | Slovensk tolar   | SIT | 2004-06-28                       | 2006-12-31                       | 239,640                 | 15 %             | –                | 2007-01-01      |